# Alt-Inden

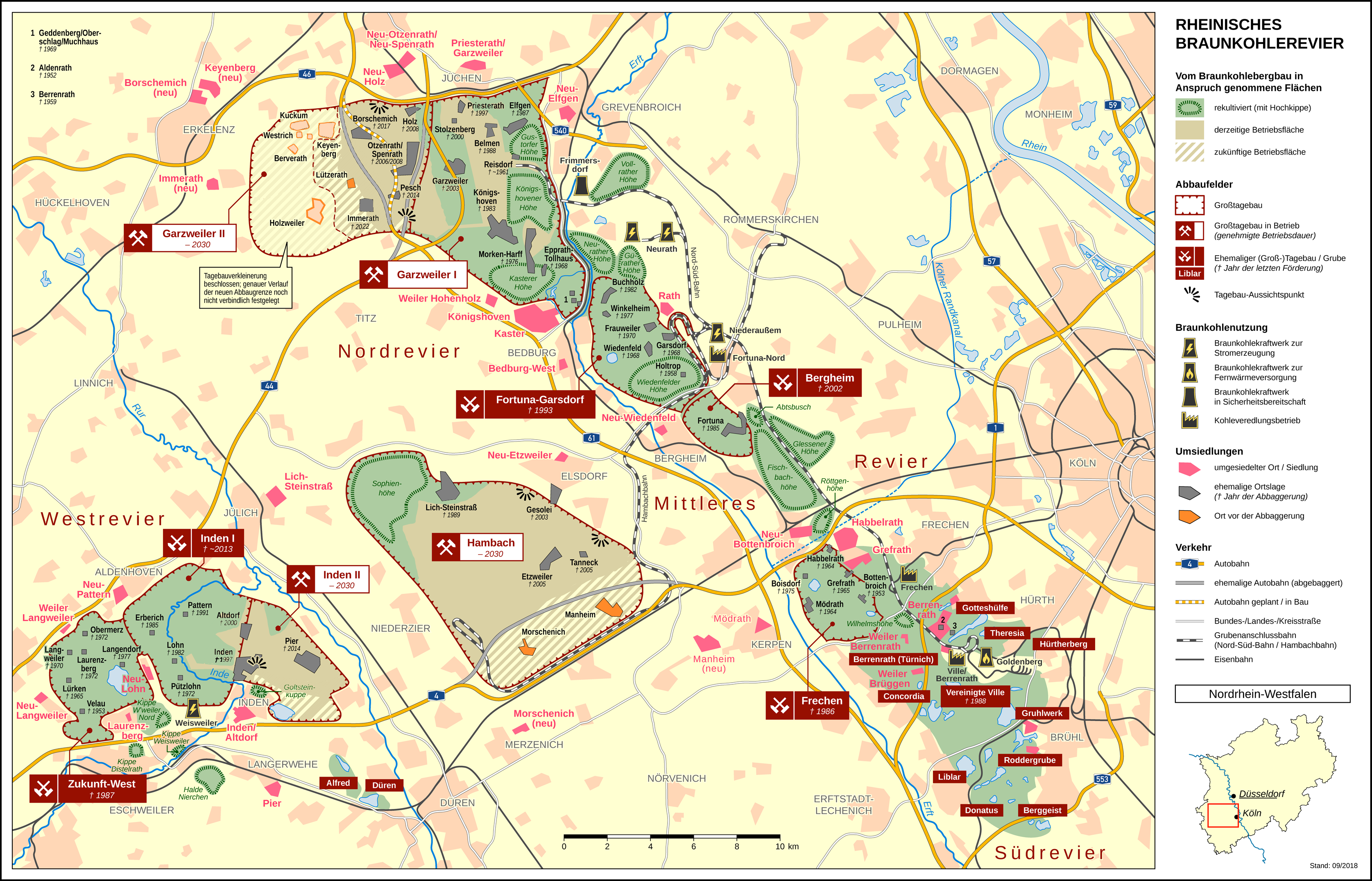
Lage des ehemaligen Ortes Inden im Rheinischen Braunkohlerevier

Alt-Inden ist die heutige Bezeichnung für den ehemaligen Hauptort der Gemeinde Inden im nordrhein-westfälischen Kreis Düren. Die Ortschaft wurde von Mai 1991 bis Ende 2003 umgesiedelt und 2005 wegen des Tagebaus Inden abgebaggert. Der Name lebt in dem Gemeindenamen und in der neuen Ortsmitte Inden/Altdorf weiter. Es lebten dort zuletzt rund 2000 Menschen.

## Geschichte

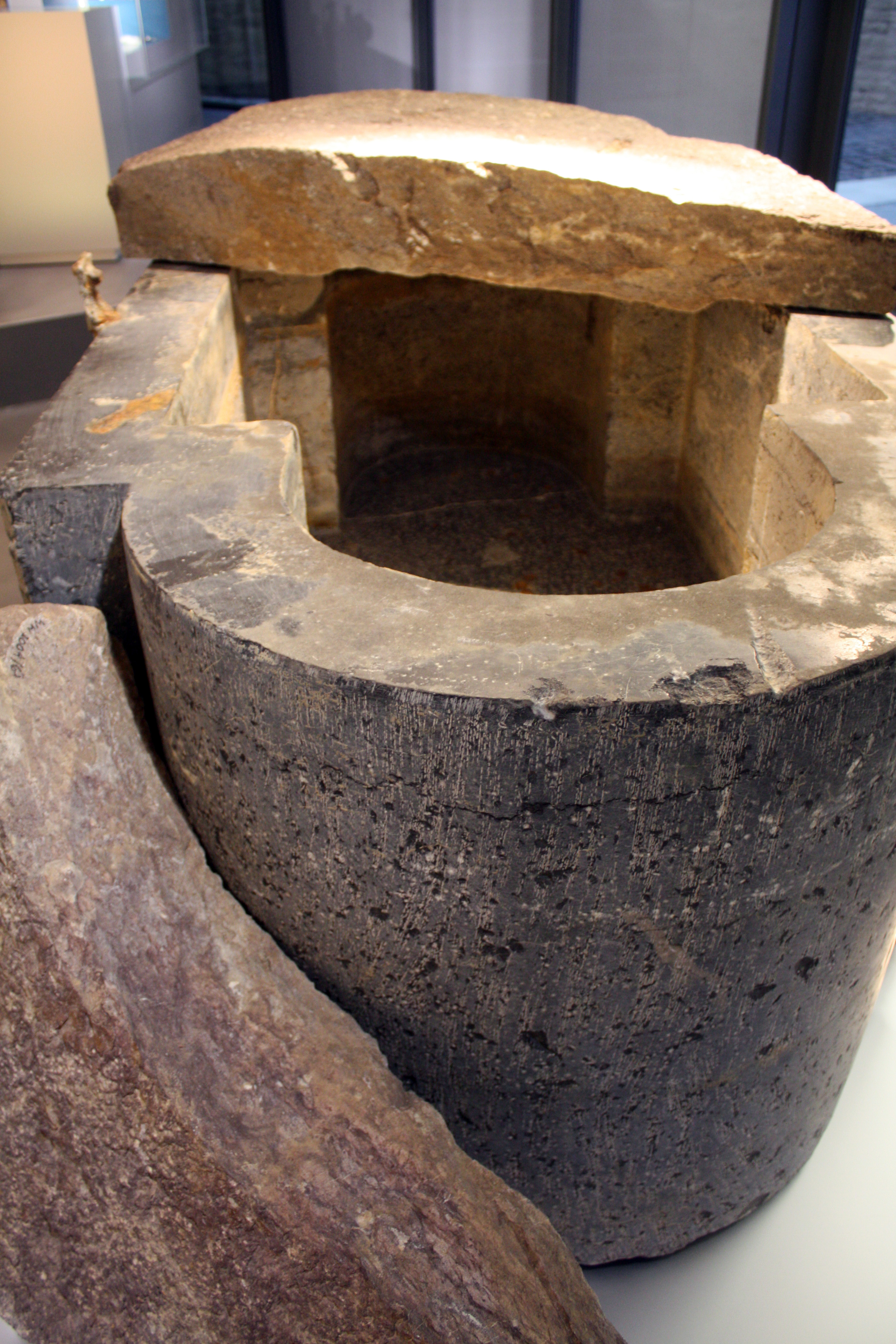
Alt-Inden, ein aus Namur-Blaustein gefertigtes Bassin zu Badezwecken (um 250). Heute im Museum der Badekultur, Zülpich

Das Gebiet der alten Ortschaft Inden war schon in römischer Zeit besiedelt. Dies belegen Grabungsfunde, die dort während der Ausweitung des Tagebaus (2000/04) auf einem alten Friedhofsgelände freigelegt werden konnten. Man stellte fest, dass sich auf diesem Gelände ehemals ein zwischen dem 1. und 4. Jahrhundert bewirtschaftetes Landgut, eine so genannte Villa rustica eines begüterten Römers befunden hat. Es wurde ein aus Namur-Blaustein gefertigtes Bassin freigelegt, welches ursprünglich der römischen Herrschaft des Gutes als Wanne eines Bades diente, und in späterer, fränkischer Zeit als Sarkophag die Asche und Grabbeigaben der Toten von Feuerbestattungen aufnahm. Das zu diesen Zwecken mit einer der Form angepassten Granitplatte verschlossene, ehemalige Bassin, wurde schon früh von Grabräubern aufgebrochen aber nicht vollständig geplündert. Das Bassin befindet sich heute in Zülpich, in dem dortigen Museum der Badekultur.
Inden wurde in Süd-Nord-Richtung von der Inde durchflossen, über welche innerhalb der Ortschaft drei Brücken führen. Als grüne Lunge fungierte der Driesch an der Inde mit zahlreichen Kastanienbäumen und Rotdornbäumchen. Die B 56 führte in Ostwestrichtung durch den Ort, und es bestand ein Bahnhof an der Eisenbahnstrecke von Jülich nach Stolberg (und weiter nach Aachen), die 1873 eröffnet und 1983 stillgelegt wurde. Inden verfügte über einen Kindergarten und eine Grundschule. Es gab eine katholische und eine evangelische Kirche. 1899 stiftet die Indener Schützenbruderschaft St. Sebastianus die Kirchenuhr beim Neubau der Pfarrkirche St. Clemens.
Ein wichtiger Gewerbezweig war, wie auch im übrigen Kreis Düren, die Papierindustrie, und zwar die Papierfabrik Henkel Düsseldorf. Ferner gab es die Reißwollfabrik Meuther u. Co. (vormals Heymann), die Lumpensortieranstalt van Riel, eine Lederfabrik, die Brennerei Johnen, die Büsgesfabrik der Familie Carrier und die Mühle Delahay.
In den 1920er und 1930er Jahren galt Inden als eins der schönsten Dörfer im Kreis Jülich.
Ab 1927 war Inden Endpunkt der meterspurigen Überlandstraßenbahn von Düren und Birkesdorf der Dürener Eisenbahn AG. Der Bahnverkehr wurde am 30. Juni 1965 endgültig eingestellt und durch eine Buslinie ersetzt, nachdem der Abschnitt Merken – Inden bereits seit Juni 1963 nicht mehr befahren wurde.
Mit der Auflösung des Kreises Jülich kam Alt-Inden am 1. Januar 1972 an den Kreis Düren. Zugleich wurden die damaligen Orte Altdorf, Frenz, Lamersdorf, Lucherberg, Pier und Schophoven ins eigene Gemeindegebiet aufgenommen.